# Czernichów (gmina de Silésie)
Czernichów est une gmina rurale du powiat de Żywiec, Silésie, dans le sud de la Pologne. Son siège est le village de Czernichów, qui se situe environ 8 km au nord de Żywiec et 58 km au sud de la capitale régionale Katowice.
La gmina couvre une superficie de 56,26 km2 pour une population de 6 527 habitants.

## Géographie
La gmina inclut les villages de Czernichów, Międzybrodzie Bialskie, Międzybrodzie Żywieckie et Tresna.
La gmina borde les villes de Bielsko-Biała et Żywiec, et les gminy de Kozy, Łękawica, Łodygowice, Porąbka et Wilkowice.